# Austin Nichols
Austin Nichols (Ann Arbor, 24 de abril de 1980) é um ator americano. Ele é mais conhecido por seus papéis nas séries de televisão John from Cincinnati, One Tree Hill e The Walking Dead. Também nos filmes O Dia Depois de Amanhã e Wimbledon.

## Biografia
Austin Nichols nasceu a 24 de abril de 1980 em Ann Arbor, Michigan, e mudou-se para Austin, Texas, antes de ter completado um ano de idade. O seu pai, David Nichols, é um radiologista e a sua mãe, Kay Nichols, é uma esquiadora profissional. Kay foi dez vezes campeã nacional e uma vez internacional.  Ele tem uma irmã mais velha, Ashley. Sua irmã tem dois filhos fazendo com que Austin seja tio. Uma menina, Ella Marie Stovall, (2005) e um menino, Link Stovall (2007). 

## Vida Pessoal
Juntamente com sua carreira de ator, Nichols mantém um forte interesse no cinema.  Além de seu interesse no cinema, Nichols gosta de golfe, tênis e equitação. Desde o início das filmagens de John from Cincinnati, ele também tornou-se surfista, algo que ele acha "muito terapêutico e curador".
Nichols namorou com a artista Claire Oswalt por sete anos antes de romper seu noivado, em 2004.  Ele mencionou em uma entrevista que vivia entre dormir no seu carro e dormir em sofás de amigos por algum tempo Nichols é amigo do ator Jake Gyllenhaal já que os dois se conheceram no set de O Dia Depois de Amanhã, em 2004, já referiu que: "Eu aprendi muito sobre o Jake. Ele contou-me tudo sobre a actuação, a empresa, as meninas, a vida". Depois que o filme foi feito, houve alguns boatos que os dois eram um casal, que Nichols classificou como "totalmente novo para mim" e "ridículo". Namorou também a artista e colega Sophia Bush, com quem faz par romântico em One Tree Hill.
Namorou a também atriz Chloe Bennet desde 2013 até meados de 2017.

## Filmografia
| Filmes    | Filmes                                       | Filmes                |
| Ano       | Título                                       | Papel                 |
| --------- | -------------------------------------------- | --------------------- |
| 1999      | Durango Kids                                 | Sammy                 |
| 2001      | Holiday in the Sun                           | Griffen Grayson       |
| 2002      | BraceFace Brandi                             | Matt                  |
| 2003      | The Utopian Society                          | Justin Mathers        |
| 2004      | O Dia Depois de Amanhã                       | JD                    |
| 2004      | Wimbledon                                    | Jake Hammond          |
| 2006      | Glory Road                                   | Jerry Armstrong       |
| 2006      | Full Count                                   | Shane (não creditado) |
| 2006      | Lenexa, 1 Mile                               | Shane Bolin           |
| 2006      | Thanks to Gravity                            | Alex                  |
| 2006      | The House of Usher                           | Roderick "Rick" Usher |
| 2007      | Luz del mundo                                | Neal Cassady          |
| 2008      | The Informers                                | Martin                |
| 2009      | Prayers for Bobby                            | Ed Griffith           |
| 2009      | The True-Love Tale of Boyfriend & Girlfriend | Namorada              |
| 2010      | Unthinkable                                  | Desarmador de bombas  |
| 2010      | Beautiful Boy                                | Cooper Stearns        |
| 2011      | Five                                         | Edward                |
| 2012      | LOL                                          | Mr. Ross              |
| 2013      | Parkland                                     | Emory Roberts         |
| 2013      | We Can't Help You                            | Boss                  |
| 2014      | Stroker                                      | Stroker               |
| 2015      | Nostradamus                                  | Harry Fisher          |
| 2016      | Lawless Range                                | Tommy Donnelly        |
| Televisão |                                              |                       |
| Ano       | Título                                       | Papel                 |
| 1999      | Sliders                                      | Seth                  |
| 1999      | Odd Man Out                                  | Lyle                  |
| 2001      | CSI: Crime Scene Investigation               | Adam Walkey           |
| 2001      | Family Law                                   | James Perliss         |
| 2002      | Watching Ellie                               | Joe                   |
| 2002      | Wolf Lake                                    | Scott Nichols         |
| 2002      | Six Feet Under                               | Kyle / Tall Stoner    |
| 2002      | Pasadena                                     | Charlie Darwell       |
| 2003      | She Spies                                    | Fake Guy College      |
| 2005–2006 | Surface                                      | Jackson Holden        |
| 2006      | CSI: Miami                                   | Patrick Wilder        |
| 2006      | Deadwood                                     | Morgan Earp           |
| 2007      | John from Cincinnati                         | John Monad            |
| 2007      | Friday Night Lights                          | Noah Barrett          |
| 2008–2012 | One Tree Hill                                | Julian Baker          |
| 2012–2013 | The Mob Doctor                               | Luke Harris           |
| 2013–2016 | Ray Donovan                                  | Tommy Wheeler         |
| 2013      | Agentes da S.H.I.E.L.D.                      | Miles Lydon           |
| 2015–2016 | The Walking Dead                             | Spencer Monroe        |
| 2017      | Bates Motel                                  | Sam Loomis            |